# Людвиг, Криста
Криста Людвиг (нем. Christa Ludwig; 16 марта 1928, Берлин, Веймарская республика — 24 апреля 2021, Клостернойбург, Австрия) — немецкая оперная и камерная певица (меццо-сопрано). При большом разнообразии репертуара мировую известность принесли ей партии в операх Вагнера. Нередко выступала и как драматическое сопрано (особенно у Караяна в 1960-е).

## Карьера
Криста Людвиг родилась в семье певцов. Сначала она обучалась пению у матери, а потом в Высшей музыкальной школе Франкфурта-на-Майне. Во Франкфурте и состоялся её дебют в 1946 (в партии Орловского в «Летучей мыши» Иоганна Штрауса). В 1946—1952 она выступала во Франкфурте-на-Майне, в 1952—1955 в Дармштадте, в 1954—1957 в Ганновере, с 1957 — в Венской государственной опере. С 1955 регулярно принимала участие в Зальцбургском фестивале, с 1966 — в вагнеровском фестивале в Байрёйте. Гастролировала в Мюнхене, Гамбурге, Риме, Брюсселе, Чикаго (1959), Нью-Йорке (Метрополитен, 1959), Милане (Ла Скала, 1960—1961), Будапеште (1970), Торонто (1970), Сан-Франциско (1971), Буэнос-Айресе (1971), Москве (1971), Париже (1972—1987), Лондоне (Ковент-Гарден, 1976) и т. д. Последнее выступление певицы состоялось в 1995 в Венской опере (в роли Клитемнестры в «Электре» Рихарда Штрауса).

## Репертуар
Криста Людвиг исполняла партии в операх Вольфганга Амадея Моцарта (Керубино в «Свадьбе Фигаро», Дорабелла в «Так поступают все женщины», Донна Эльвира в «Дон Жуане»), Рихарда Вагнера (Адриано в «Риенци», Венера в «Тангейзере», Ортруда в «Лоэнгрине», Фрика и Вальтраута в «Кольце нибелунга», Кундри в «Парсифале»), Рихарда Штрауса (Клитемнестра в «Электре», Октавиан и Маршальша в «Кавалере розы», Жена красильщика в «Женщине без тени»), Джузеппе Верди (Леди Макбет в «Макбете», Азучена в «Трубадуре», Эболи в «Дон Карлосе», Амнерис в «Аиде»), Людвига ван Бетховена (Леонора в «Фиделио»), Жоржа Бизе (Кармен в одноимённой опере), Жюля Массне (Шарлотта в «Вертере»), Гектора Берлиоза (Дидона в «Троянцах»), Камилла Сен-Санса (Далила в «Самсоне и Далиле»), Джакомо Пуччини (Сузуки в «Мадам Баттерфляй») и т. д. Участвовала во многих мировых премьерах, среди которых — опера «Визит старой дамы» Г. фон Эйнема (1971, Вена; партия Клэр).
Её обширный репертуар включал в себя также ораториальные и камерные сочинения преимущественно на немецком языке — Баха, Бетховена, Шуберта, Р. Шумана, Брамса, Малера, Х. Вольфа, Х. Пфицнера. Певица сотрудничала со многими выдающимися дирижёрами: Карлом Бёмом, Гербертом фон Караяном, Георгом Шолти, Отто Клемперером, Иштваном Кертесом, Леонардом Бернстайном и другими.
Одной из коронных ролей Людвиг стала Венера в «Тангейзере», полная мягкой женственности и трепетного лиризма. Вместе с тем Венере в её интерпретации свойственны большая сила воли, энергия и властность. У Клемперера в классической записи «Фиделио» (1962, EMI) Людвиг неожиданно и с большим успехом спела партию Леоноры (драматическое сопрано). Чтобы не навредить своему голосу, она исполняла её не так часто: в 1963 году у Бёма в Венской опере и в 1967 году у Караяна на Зальцбургском фестивале. Другая излюбленная ею роль из репертуара сопрано — маршальша в «Кавалере розы».